# Galàxia d'esclat d'estrelles

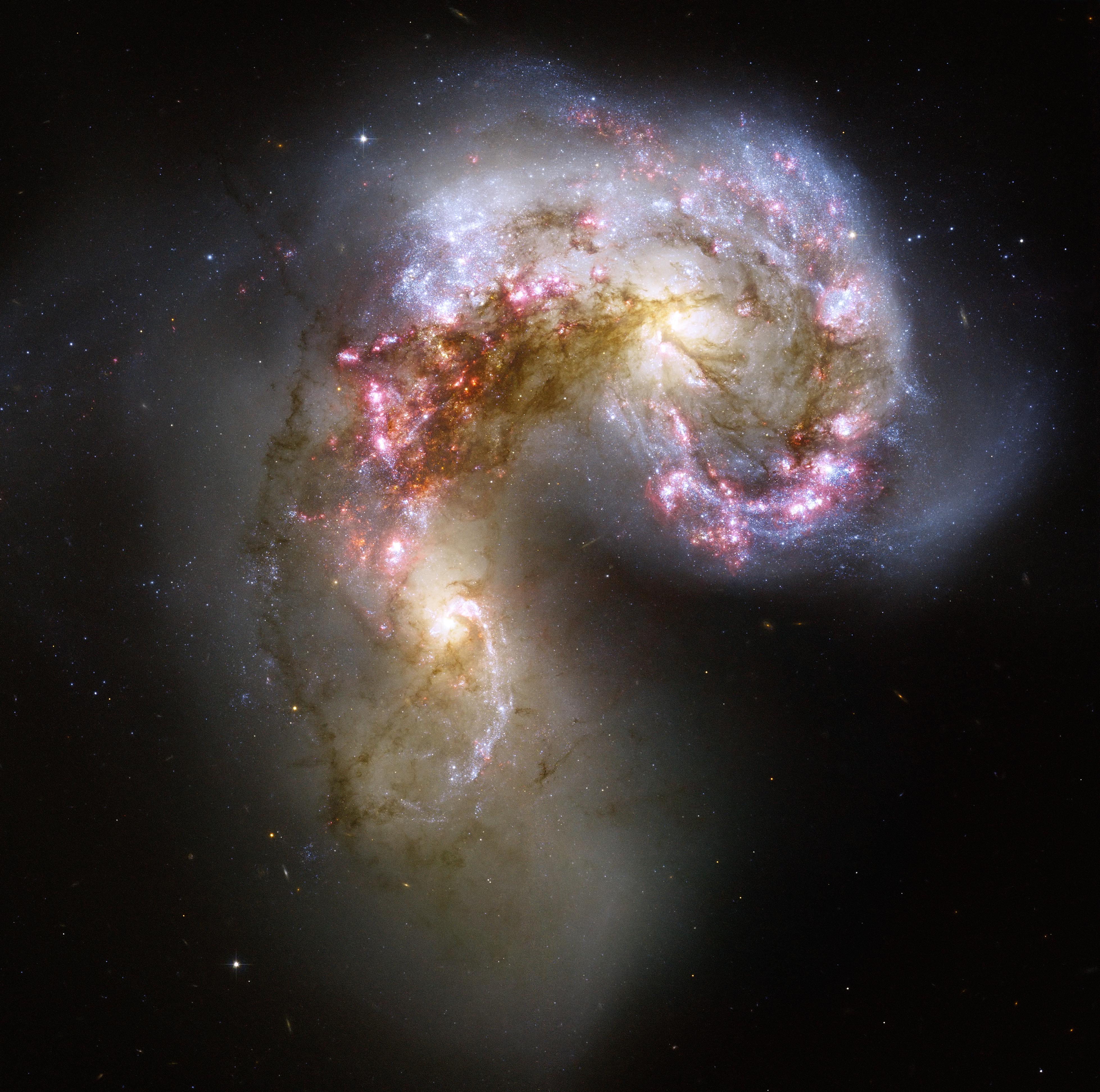
Les Galàxies de les Antenes són un bon exemple d'una galàxia Starburst provinent de la col·lisió d'NGC 4038/NGC 4039. Credit: NASA/ESA

Una galàxia Starburst o galàxia esclat d'estrelles és una galàxia amb una taxa excepcionalment alta de formació estel·lar, comparada a la taxa de formació estel·lar comú en la majoria de les galàxies. S'ha observat que les galàxies entre en períodes d'esclat de formació estel·lar després de processos de col·lisió o encontres amb altres galàxies properes. La taxa de formació d'estrelles en aquest tipus de galàxies tan alta que consumirien les reserves de gas per a la formació d'estrelles molt ràpidament; és per això, que se suposa que els esclats de formació estel·lar són temporals. Exemples de galàxies d'esclat d'estrelles són M82, les Galàxies de les Antenes, i IC 10. Un altre exemple més proper, n'és la taxa de formació estel·lar de la galàxia Via Làctia d'aproximadament 3 M☉/any, mentre que les galàxies amb brot estel·lar poden experimentar taxes de formació d'estrelles que són més d'un factor de 33 vegades més gran.

## Definicions destarburst
No existeix una única definició àmpliament acceptada. No obstant això, es tenen en consideració com a mínim els següents tres factors:
1. La taxa de conversió de gas en estrelles (La taxa de formació estel·lar)
2. La quantitat de gas disponible per a la formació estel·lar
3. La comparació del període de formació estel·lar amb l'edat o el període de rotació de la galàxia.

Algunes definicions inclouen: 
- La formació estel·lar continuada amb l'actual taxa de formació exhauriria la reserva de gas disponible en molt menys temps que l'edat de l'univers (temps de Hubble). Seria el cas d'un veritable esclat d'estrelles.
- La formació estel·lar continuada amb l'actual taxa de formació exhauriria la reserva de gas disponible en molt menys temps que l'edat dinàmica de la galàxia (possiblement el temps d'una rotació del disc galàctic).
- L'actual taxa, normalitzada gràcies a la taxa mitjana de la galàxia anterior a l'esclat és molt més gran que la unitat. La taxa està referida com paràmetre de la taxa de naixement.

### Mecanismes que produeixen l'esclat d'estrelles (Starburst)
Per iniciar un starburst és necessari concentrar un gran quantitat de gas molecular fred en un petit volum. Aquestes concentracions i pertorbacions són probablement les causants del fenomen de starburst global en la major part de les fusions de galàxies. Aquests canvis en la velocitat de formació estel·lar també van provocar variacions amb el temps d'esgotament, i van impulsar un esclat estel·lar amb els seus propis mecanismes galàctics en lloc de fusionar-se amb una altra galàxia. Tot i que encara no ha estat del tot determinat el mecanisme exacte.
Les dades observacionals han mostrat fa temps que existeix un esclat del disc de formació estel·lar en galàxies en fusió o interacció. També es creu que les interaccions entre galàxies properes que, de fet, no estan en procés de fusió poden produir modes de rotació inestables que condueixen el gas cap al nucli, produint-hi l'esclat de formació estel·lar. Com que la rotació inestable pot ser causada per interaccions de marees i fusions entre galàxies, aquest resultat proporciona més proves que les fusions i les interaccions de les marees poden induir la formació d'estrelles centrals en una galàxia i provocar una explosió estel·lar.

### Tipus de starburst
La classificació d'aquest tipus de galàxies no és fàcil, ja que no representen un tipus específic en si mateixes. L'starburst pot succeir en galàxies espirals, i galàxies irregulars sovint exhibeixen nodes de starburst, sovint estès per tota la galàxia irregular. No obstant això, alguns astrònoms han proposat diferents subtipus de starburst: 
- Les galàxies compactes blaves. Aquestes galàxies són sovint de massa baixa i baixa metal·licitat. És a dir, són pobres en pols i contenen un gran nombre d'estrelles joves calentes. El que implica que són lluminoses dins el blau i l'ultraviolat. Al principi es va pensar que aquest tipus de galàxies eren de fet galàxies joves en procés de formació de la primera generació d'estrelles, el que explicaria la poca quantitat de metall. No obstant això, s'han trobat velles poblacions estel·lars en la majoria de les galàxies compactes blaves, i es pensa que la barreja pot explicar aquesta manca de pols i metalls. La majoria d'aquestes galàxies mostren traces d'interacció recent. Entre les galàxies blaves més estudiades es troben I Zwicky 18 (la galàxia més pobre en metalls mai descoberta), ESO338-IG04, i Haro11.

- Galàxies ultralluminoses en infraroig. Aquestes galàxies tenen generalment molta pols. La radiació ultraviolada produïda per la formació estel·lar enfosquida és absorbida per la pols i reradiada en l'espectre infraroig a longituds d'ona al voltant dels 100 micròmetres. Això explicaria el seu color vermell. No està completament demostrar que la radiació ultraviolada sigui produïda només per la formació estel·lar i alguns astrònoms pensen que en part està produïda per nuclis galàctics actius. L'observació amb raigs X de moltes d'aquestes galàxies que penetren la pols suggereixen que molts starbursts són sistemes de dos nuclis, donant suport a la hipòtesi que aquestes galàxies són provocades per la formació estel·lar de grans fusions. Una galàxies d'aquest tipus seria Arp 220.

- Galàxies de Wolf-Rayet, on la major part de les estrelles brillants són estrelles de Wolf-Rayet.

### Els ingredients d'un starburst
En primer lloc, un starburst ha de disposar d'una gran quantitat de gas per tal de formar estrelles. L'esclat es produiria per un encontre amb una altra galàxia (com M81/M82), una col·lisió amb una altra galàxia (com a les galàxies de les antenes), o per un altre procés que forcés la materia cap al centre de la galàxia (com una barra estel·lar).
L'interior de l'starbusrt és un ambient extrem. La gran quantiat de gas significa la formació d'estrelles molt massives. Les estrelles joves i calentes ionitzen el gas (principalment hidrogen) creant regions HII. Grups d'estrelles molt calentes es coneixen amb associacions OB. Aquestes estrelles cremen d'una manera ràpida i brillant, i són força propenses a explotar en forma de supernova al final de la seva vida. Després de l'explosió de supernova, el material ejectat s'expandeix i es converteix en un romanent de supernova. Aquests romanents interaccionen amb el medi interestel·lar de l'starburst i pot ser l'espai de màsers naturals.
L'estudi de galàxies starburst pot ajudar a determinar la història de la formació de la galàxia i de la seva evolució. Un gran nombre de galàxies molt distants vistes, per exemple, en espai profund Hubble se saben que són starburst, però es troben massa lluny per a ser estudiades en detall. Observant els exemples propers i explorant les seves característiques es poden fer una idea d'allò que passava en les primeres etapes de l'univers, ja que la llum que veiem d'aquestes galàxies llunyanes va sortir quan l'univers era molt més jove. No obstant això, les galàxies starburst semblen ser força rares en el nostre univers local, i són més comunes més lluny de nosaltres, el que indicaria que hi havia moltes més ara fa bilions d'anys. Totes les galàxies eren més properes llavors i, per tant, era molt més probable que fossin influenciades per les respectives gravetats. Encontres més freqüents produirien més starburst, ja que la forma de les galàxies evoluciona amb l'expansió de l'univers.

## Starbursts coneguts

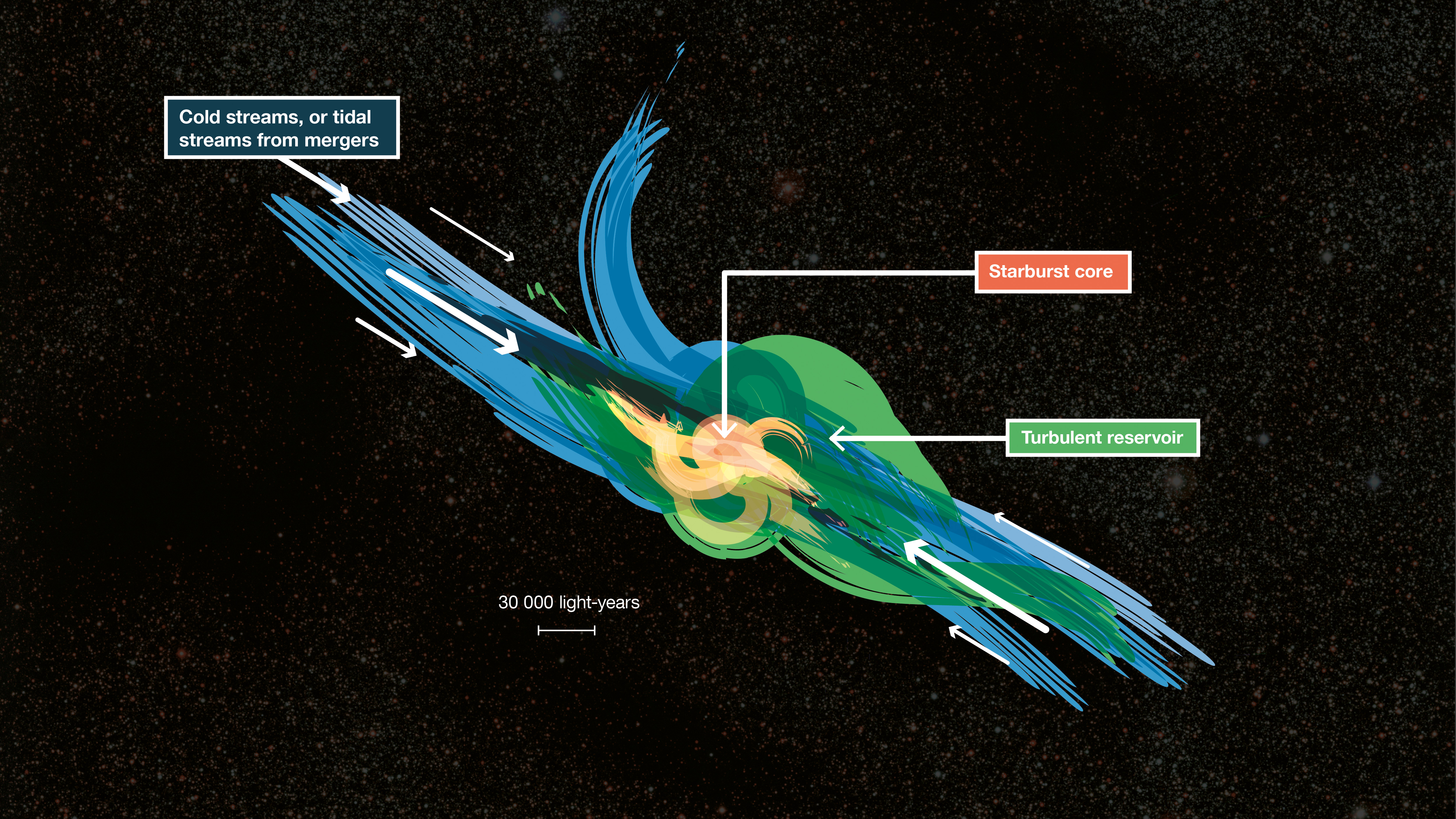
Impressió artística del gas alimentant galàxies estel·lars llunyanes

M82 és l'arquetipus de galàxies starburst. El seu alt grau de formació estel·lar és degut a un encontre amb la galàxia espiral veïna M81. Mapes de la regió fets per radiotelescopis mostren grans efusions d'hidrogen neutre connectant les dues galàxies, també a conseqüència de l'encontre. Les imatges de ràdio de la zona central d'M82 també mostra un gran nombre de romanents de joves supernoves, abandonats quan les estrelles més massives creades en l'esclat d'estrelles va arribar a la fi. Les antenes és un altre sistema starburst ben conegut, detallat per una imatge del Hubble, publicada el 1997.

## Llista de galàxies starburst
| Galàxia                  | Tipus                       | Notes                                                                                                | Refs         |
| ------------------------ | --------------------------- | --- | ------------ |
| M82                      | I0                          | Arquetip de galàxia starburst                                                                        |              |
| Galàxies Antennae        | SB(s)m pec / SA(s)m pec     | Dues galàxies en col·lisió                                                                           |              |
| IC 10                    | dIrr                        | Galàxia d'esclat estel·lar lleu; La galàxia d'esclat estel·lar més propera i l'única del Grup local. |              |
| HXMM01                   |                             | Esclat d'estrelles extrems que fusionen galàxies                                                     |              |
| HFLS3                    |                             | Galàxia d'esclat estel·lar intens inusualment gran                                                   |              |
| NGC 1569                 | IBm                         | Galàxia nana que pateix un esclat estel·lar a tota la galàxia                                        |              |
| NGC 2146                 | SB(s)ab pec                 | |              |
| NGC 1705                 | SA0− pec                    | |              |
| NGC 1614                 | SB(s)c pec                  | Fusió amb una altra galàxia                                                                          |              |
| NGC 6946                 | SAB(rs)cd                   | També coneguda com a galàxia de focs artificials per les supernoves freqüents                        |              |
| Galàxia Baby Boom        |                             | La galàxia d'esclat estel·lar més brillant de l'univers llunyà                                       |              |
| Centaurus A              | E(p)                        | La galàxia estrella el·líptica més propera.                                                          |              |
| Gran núvol de Magallanes |                             | Sent interromput per la Via Làctia                                                                   |              |
| Haro 11                  |                             | Emet fotons continus de Lyman                                                                        |              |
| Galàxia de l'escultor    | SAB(s)c                     | Gran galàxia estrellada més propera                                                                  | [ 7 ] [ 8 ]  |
| Kiso 5639                |                             | També coneguda com la "Galàxia Skyrocket" pel seu aspecte                                            | [ 9 ] [ 10 ] |
| SBS 1415+437             | Galàxia nana compacta blava | Una galàxia nana que conté un gran nombre d'estrelles Wolf-Rayet                                     |              |
| Abell 2744 Y1            | Galàxia nana irregular      | Una galàxia molt llunyana, que produeix 10 vegades més estrelles que la Via Làctia                   |              |

## Galeria

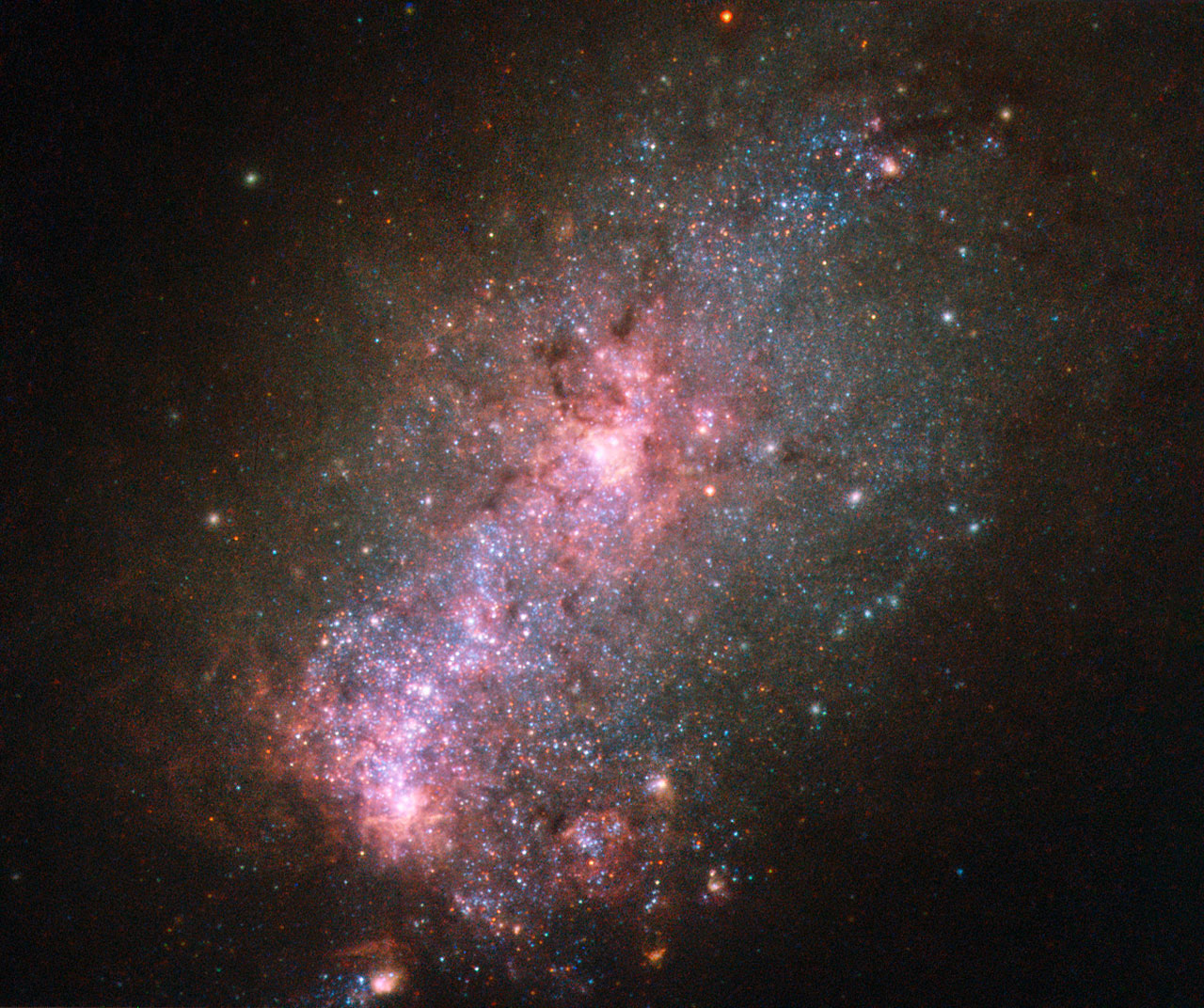
A NGC 3125 es produeix un nombre inusualment alt de formació de noves estrelles.
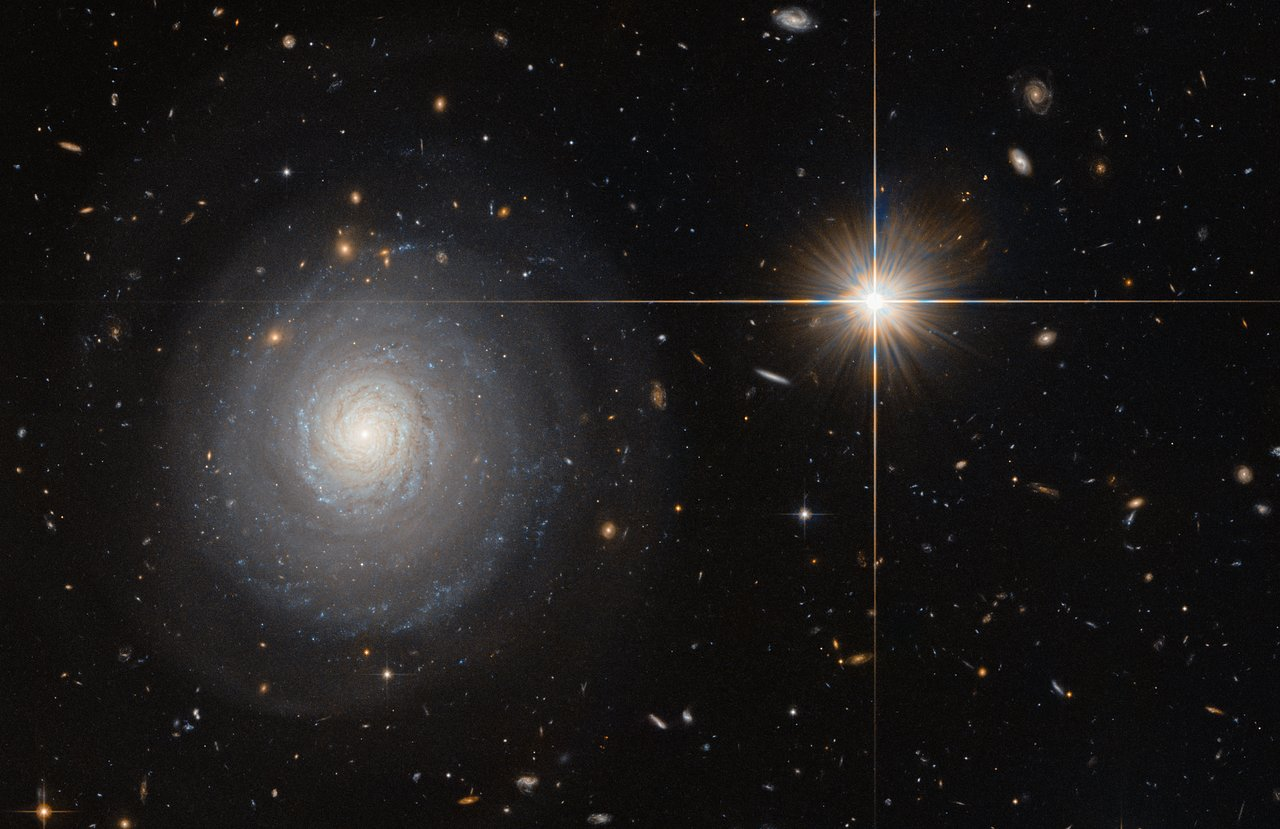
Galàxia Starburst MCG+07-33-027.
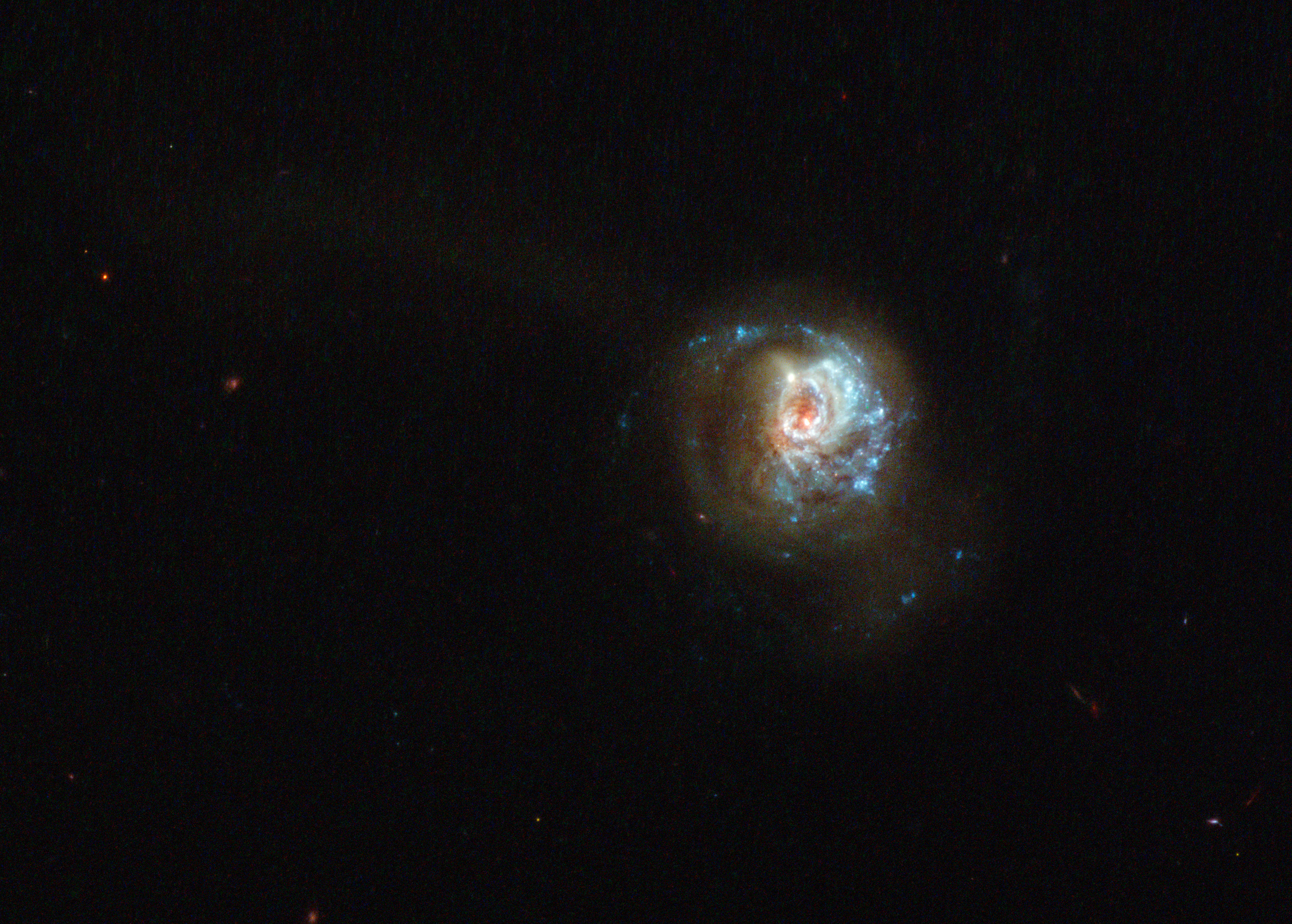
J125013.50+073441.5 tomada por el Hubble como parte de un estudio denominado LARS (Lyman Alpha Reference Sample).
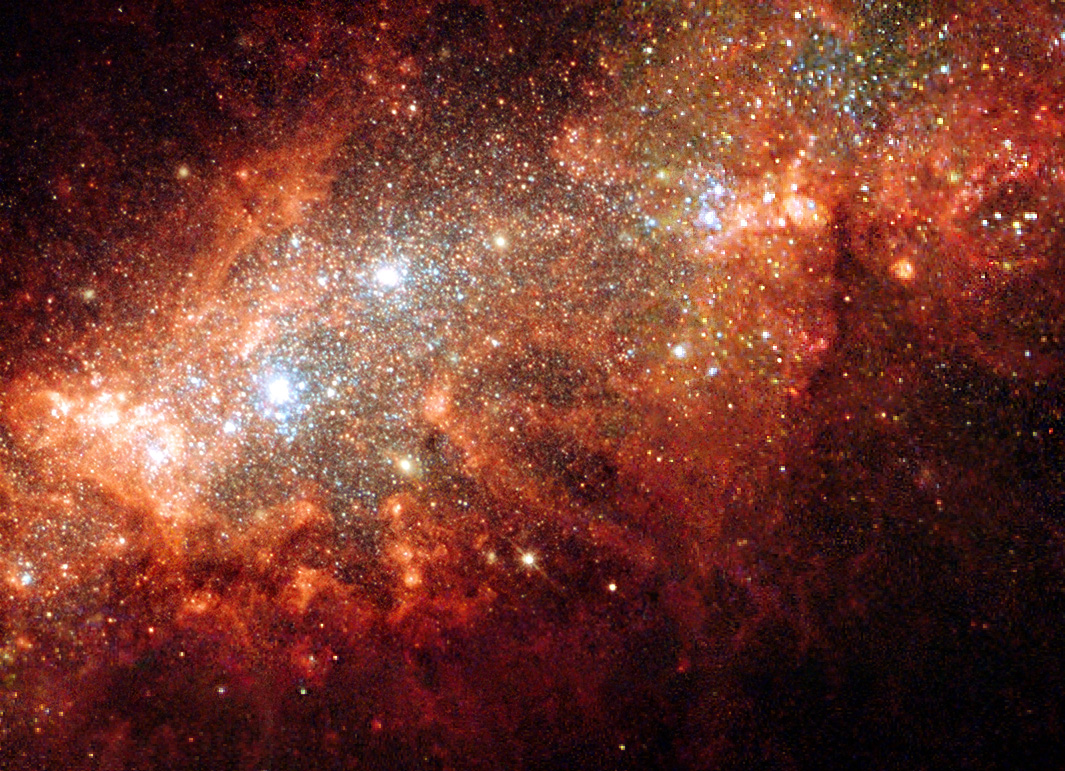
Activitat Starburst a la regió central de la propera galàxia nana NGC 1569 (Arp 210). Presa pel telescopi espacial Hubble.
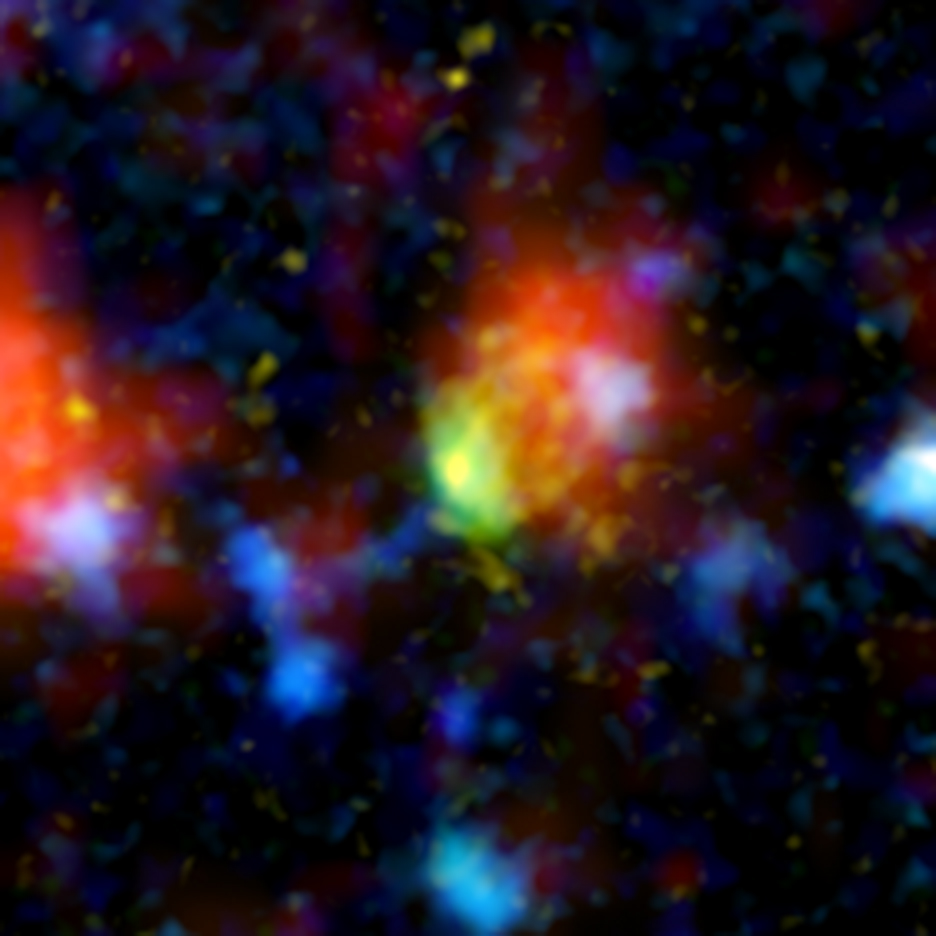
Vista des de la nostra posició a 12,2 milions d'anys llum, es veu que la Galàxia Baby Boom crea 4.000 estrelles a l'any. Crèdit: NASA.
La galàxia NGC 4449 és actualment una explosió estel·lar global, amb una activitat de formació estel·lar generalitzada per tota la galàxia.
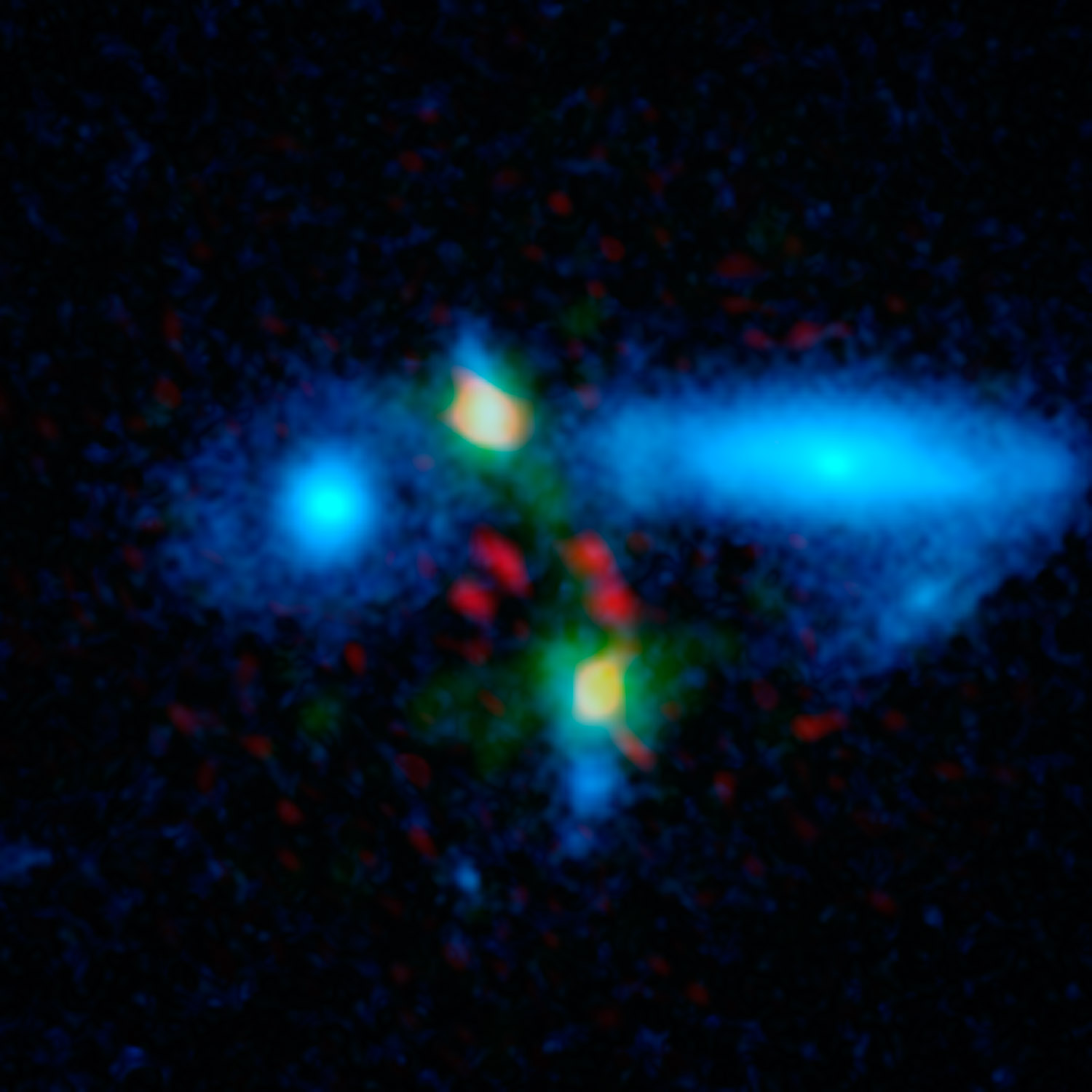
Formació estel·lar explosiva a la galàxia en procés de fusió HXMM01 a 11.000 milions de anys llum de distància. Captat per la NASA.
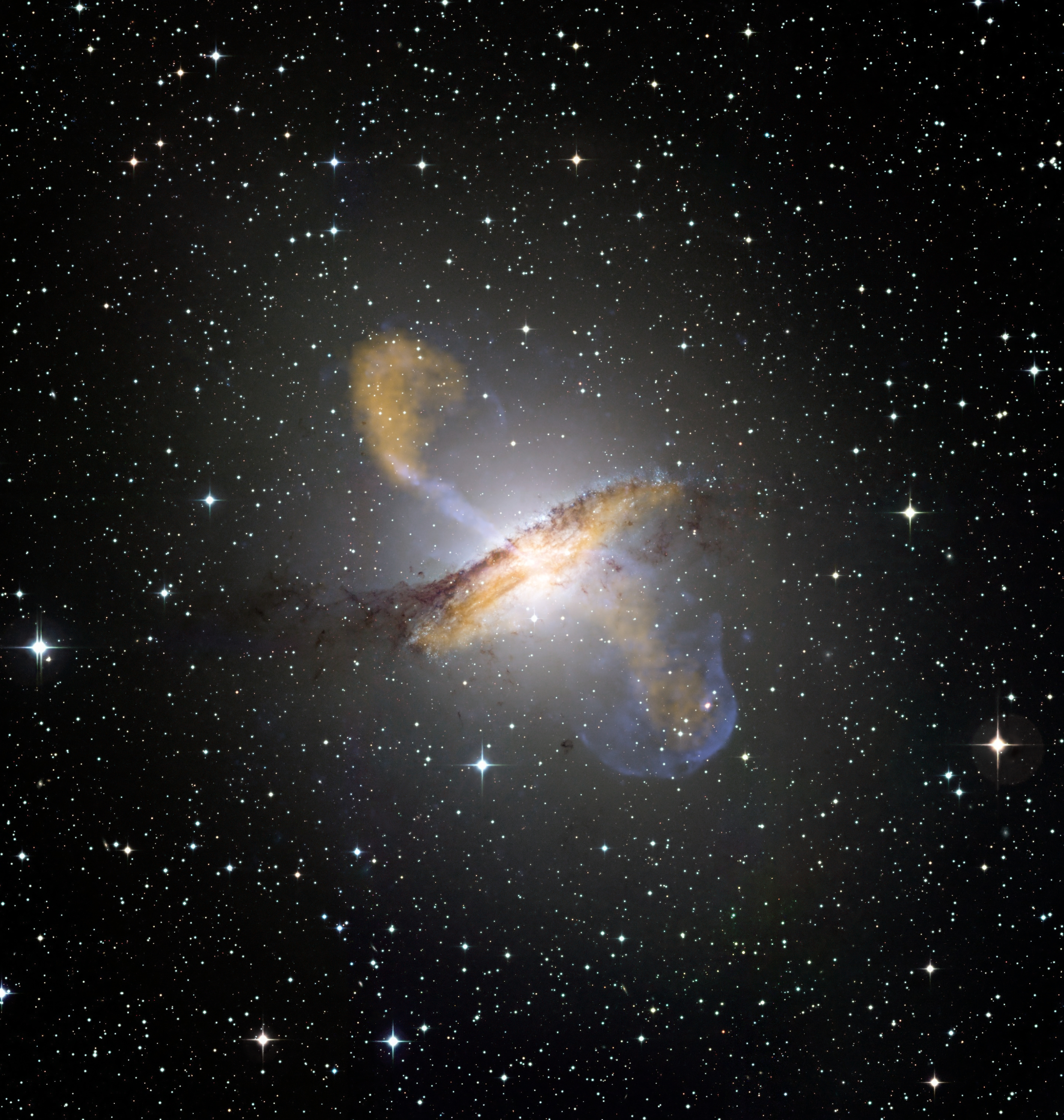
Imatge de la galàxia Centaurus A realitzada mitjançant combinació d'imatges del telescopi MPG/ESO, i de l'Observatori de raigs X Chandra. És l'únic cas conegut d'una "El·líptica Starburst".